# Universitätschor Dresden
Der Universitätschor Dresden besteht aus circa 230 Sängern und Sängerinnen, der Großteil davon sind Studenten der Technischen Universität Dresden. Der Chor, der 1950 gegründet wurde, ist das größte Ensemble der Universität.

## Geschichte
Der erste Chorleiter war Rudolf Gehrisch. In den ersten 15 Jahren seiner Geschichte hatte der Chor zahlreiche wechselnde Leiter. Der Grund für diese ständigen Veränderungen war, dass der Chor oft von Studenten der Hochschule für Musik Carl Maria von Weber Dresden geleitet wurde, die nach dem Studium die Stelle aufgaben. Nach dieser Zeit führten zwei Chorleiter jahrzehntelang den Chor, nämlich Karl Haffner von 1965 bis 1993 mit Hilfe von Christof Bauer, der seit 1972 Chor-Direktor der Semperoper ist, und Maja Sequeira von 1993 bis zu ihrem Tod 2012. Nach einer kurzen Übergangsleitung von Karl Friedrich Winter wird der Universitätschor seit 2012 von Christiane Büttig, Alumna des Heinrich-Schütz-Konservatorium Dresden und der Hochschule für Musik Carl Maria von Weber, dirigiert.

## Repertoire
Der Chor führt a-cappella sowie chorsinfonische Werke auf. Maja Sequeira's Leitung war durch die Einführung von sowohl unbekannterer alter Musik als auch neuer Musik sehr einflussreich für den Chor und sorgte dafür, dass die Sänger und Sängerinnen einem unkonventionellen Chorrepertoire ausgesetzt wurden. Seitdem ist ein Schwerpunkt des Universitätschors die Aufführung von neuen oder kaum aufgeführten Werken, worauf auch Christiane Büttig als Nachfolgerin Wert legt.
Im Wintersemester 2013 führte der Chor zusammen mit dem Orchester der Universität Kopenhagen u. a. Lars-Erik Larssons Förklädd Gud und Felix Mendelssohn Bartholdys Vom Himmel hoch in Kopenhagen und Dresden auf.

### Vorführungen Neuer Musikstücke in den letzten Jahren
- Louis Andriessen: Workers Union
- Ernest Bloch: Concerto grosso Nr. 2
- John Cage: Four²
- Frank Martin: In Terra Pax
- Samir Odeh-Tamimi: Ahinnu II
- Franz Schreker: Symphonie in a-moll, op. 1
- Alexander von Zemlinsky: 83rd Psalm